# Malphas

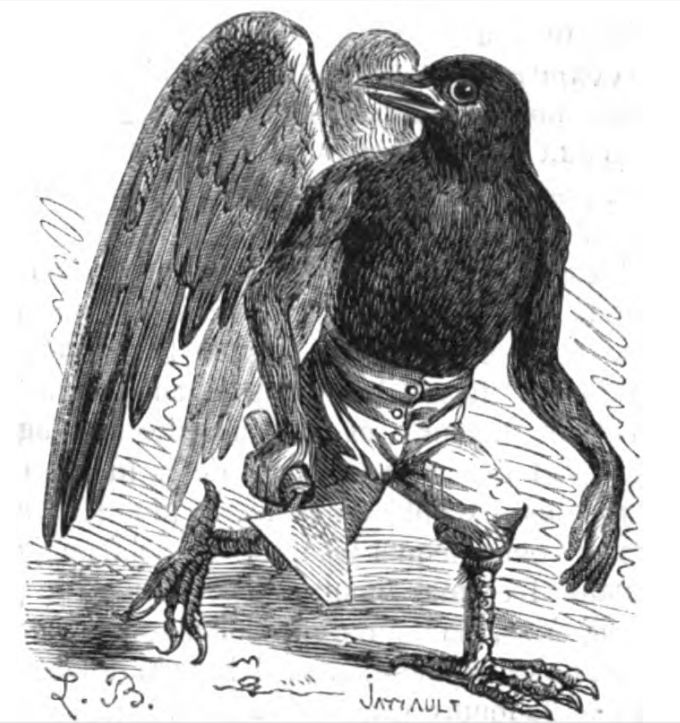
Ilustración de Malphas hecha por Louis L. B., 1863.

En demonología, Malphas es un poderoso Gran Presidente (un Príncipe para algunos autores) del Infierno, teniendo cuarenta legiones de demonios en su poder y es el segundo al mando bajo Satanás. Según varios grimorios como el Lemegeton Clavicula Salomonis, este construye casas, torres altas y fortalezas, derriba las construcciones de los enemigos, puede destruir los deseos o pensamientos del enemigo (y/o hacer que el mago los conozca) y todo lo que han hecho, además, proporciona de buenos espíritus familiares y reúne rápidamente a artífices de todos los lugares del mundo.
La descripción del demonio aparece por primera vez en el Pseudomonarchia daemonum del ocultista Johann Weyer en 1577, mientras que este cuenta de una ilustración realizada por el pintor francés Louis Le Breton en 1863 para el Dictionnaire infernal, una obra que recopila información acerca de los demonios a manera de diccionario. También se le atribuye a Malphas un sigilo que según indica La clave de Salomón, se usa como parte esencial para su invocación, así como para identificarlo.

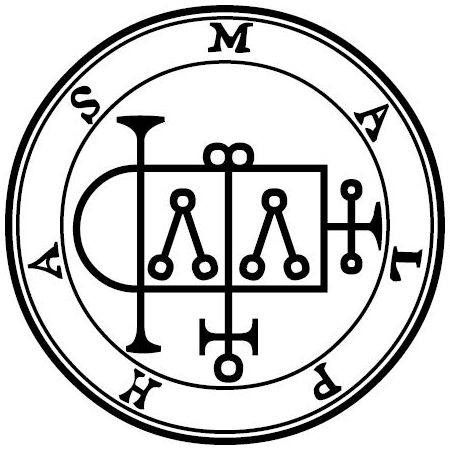
El sello de Malphas en el Ars Goetia

Se muestra como un cuervo, pero tras un rato o bajo petición cambia a la forma de un hombre con voz ronca. Varios relatos de escritores cuentan que, Malphas acepta gustosa y amablemente cualquier sacrificio que se le ofrezca, pero después engañará al conjurador.

## En la cultura popular

### Videojuegos
- Aparece en varias entregas de la saga Shin Megami Tensei con el nombre de «Halphas».
- Malphas aparece como el antagonista principal del juego de terror indie FAITH: The Unholy Trinity, aunque con una apariencia drásticamente diferente a su representación en La llave menor de Salomón.
- Malphas es un antagonista menor en el videojuego de 2019 Devil May Cry 5, que aparece como un demonio deforme con aspecto de pájaro fusionado con una bruja de múltiples cabezas.
- Malphas aparece como jefe en el MMO de 2010 Realm of the Mad God.

- A Malphas se le presenta como un demonio invocable en el juego Bayonetta de 2009, así como en su secuela de 2014.
- Malphas aparece como jefe en Castlevania: Symphony of the Night.
- Malphas es el nombre que se le atribuye a un jefe en Castlevania: Lords of Shadows de 2013, sin embargo no se le refiere como el mismo demonio, si no como una bruja.
- Malphas aparece como demonio en el videojuego de aventuras point-and-click de 2016, Goetia.
- En el videojuego Trapt, Malphas es conocido como «el demonio», quien fue encerrado en la mansión donde la protagonista se esconde.
- Malphas aparece como un parche para personalizar a tu personaje en el videojuego Tom Clancy's Ghost Recon Breakpoint.

### Series
- Malphas es el apellido del guardián demoníaco de Nick, Caleb, en la serie The Chronicles of Nick de Sherrilyn Kenyon. Es parte de los dioses de la serie, ya que su padre es un dios primitivo y su madre una daeve (demonio de nivel medio).
- Malphas aparece como antagonista secundario de la serie de Freeform de 2015 Dead of Summer.
- Malphas, en la serie televisiva The Owl House, aparece como el demonio Bibliotecario Maestro de la escuela Hexside, siendo el quien le da un trabajo a Amity en la biblioteca.
- En el anime High School DxD Malphas es uno de los principales antagonistas, fue creado por Lucifer y es el progenitor del Clan Malphas.

### Películas
- Malphas, el antiguo, se revela durante el proceso de exorcismo de una niña por parte de los dos sacerdotes en la película de terror coreana de 2015 The Priests.
- En el Conjuniverse, Malphas es el demonio dentro de la muñeca Annabelle.

### Libros y cómics
- Malphas aparece en el libro Wrath of Angels de John Connolly.
- Malphas aparece como uno de los señores de los demonios en el manhwa Skeleton Soldier Couldn't Protect The Dungeon, donde tiene la apariencia de un cuervo gigante con gemas rojas alrededor del cuello.
- En el manga Virgin Crisis de 2001, Malphas es el sirviente de Satán, manteniéndolo al tanto de lo que sucede en el Inframundo y en la vida de la protagonista, Miu.

### Música
- "Malphas" es el nombre de una canción de la banda alemana de metal Future Palace.